# Tranzschelia pruni-spinosae
Tranzschelia pruni-spinosae là một loài Urediniomycetes trong họ Uropyxidaceae. Loài này được Pers. Diete miêu tả khoa học đầu tiên năm 1922.
Đây là loài gây hại phát triển phổ biến ở Uzbekistan.